# Tatici
Tatici (mort després del 1099) fou un general de l'Imperi Romà d'Orient durant el regnat d'Aleix I Comnè. El seu nom també és recollit a les fonts amb les següents formes: Tatikios, Taticius Tetigus, Tatizius, Tatitius, Tatic o Teti.